# Principal Figgins
Principal Figgins est un personnage de la série télévisée américaine Glee, interprété  par Iqbal Theba et doublé en français par Marc Perez. 
Il est apparu dans le premier épisode de Glee. Figgins a été développé par les créateurs de Glee, Ryan Murphy, Brad Falchuk et Ian Brennan. Il est principal à l'école de fiction McKinley dans la ville de Lima, en Ohio.

## Biographie fictive
Principal Figgins est le principal du lycée William McKinley. Il est sévère mais juste.
Figgins permet à Will Schuester de reprendre la direction du Glee Club, mais en gagnant les régionales pour que le Glee club continue. Il est régulièrement victime du chantage de Sue Sylvester, d'abord quand elle découvre des images sur Internet de lui apparaissant en train de faire une pub pour les collants pour Mumbai Air, et plus tard quand elle drogue son verre et prend une photo compromettante de leur "nuit" ensemble au lit. Sue servira temporairement de remplaçante à Figgins "quand il attrape la grippe". Elle démissionne dans l'épisode suivant, et il est réintégré.
Figgins a une peur monstrueuse des vampires et il croit que Tina en est une à cause de son look gothique. Tina se servira de cette peur dans la saison 3 en se déguisant en vampire et en lui demandant de ne plus avoir cours de sport sinon il se fera vampiriser.